# Se la strada potesse parlare
Se la strada potesse parlare (If Beale Street Could Talk) è un film statunitense del 2018 scritto e diretto da Barry Jenkins.
La pellicola è l'adattamento cinematografico dell'omonimo romanzo del 1974 scritto da James Baldwin.

## Trama
Tish e Fonny raccontano la storia della loro vita vissuta nell'America degli anni '70. Tish, afroamericana diciannovenne in attesa del primogenito avuto con Fonny, si batte insieme alla sua famiglia per cercare di fare giustizia e scagionare Fonny, ingiustamente detenuto, dall'accusa di stupro ai danni di una donna bianca. La falsa accusa di un poliziotto razzista è stata architettata con la complicità della vittima, una donna psicolabile e manipolata dall'imperante sentimento altrettanto razzista di quegli anni.

## Produzione

### Sviluppo
Il 10 luglio 2017 viene annunciato che Barry Jenkins avrebbe diretto un film basato sul romanzo Se la strada potesse parlare di James Baldwin.
La sceneggiatura è stata scritta dallo stesso Jenkins nell'estate 2013, ossia nello stesso tempo in cui parallelamente ha scritto quella del film del 2016 Moonlight.

### Cast
Il 29 agosto 2017, viene dichiarato che Stephan James avrebbe dovuto recitare nel ruolo di Fonny, ma venendo quasi subito sostituito da Teyonah Parris che, assieme a KiKi Layne, si è unito al cast nel settembre seguente.
Nello stesso mese, anche Regina King, Colman Domingo, Brian Tyree Henry, Dave Franco e Ed Skrein si sono uniti al cast del film. Infine, nel marzo del 2018, Nicholas Britell ha annunciato di essere il compositore della colonna sonora del film.

### Riprese
Il 18 ottobre 2017, è stato riferito che le riprese erano iniziate, localizzate a New York, specialmente nella zona di Manhattan.

## Promozione
Il primo trailer del film viene diffuso il 2 agosto 2018.

## Distribuzione
Il film, presentato in anteprima al Toronto International Film Festival il 9 settembre 2018 e nell'ottobre alla Festa del Cinema di Roma del 2018, è stato distribuito nelle sale cinematografiche statunitensi a partire dal 30 novembre 2018 ed in quelle italiane dal 24 gennaio 2019.

## Accoglienza

### Incassi
Incassando quasi 15 milioni di dollari tra Stati Uniti e Canada e 5,6 milioni negli altri Paesi in cui è stato distribuito, il film ha guadagnato un totale mondiale di $ 20,6 milioni.
In particolare, dopo le numerose nomination all'edizione annuale degli Oscar e dei Golden Globe, il film negli Stati Uniti ha visto un incremento di pubblico che ha portato ad un incasso di circa 2,3 milioni di dollari soltanto nella prima settimana.

### Critica
Sull'aggregatore Rotten Tomatoes il film riceve il 95% delle recensioni professionali positive con un voto medio di 8,6 su 10, basato su 357 critiche e lo posiziona al decimo posto dei film meglio recensiti nel 2019, mentre su Metacritic ottiene un punteggio di 87 su 100 basato su 53 critiche.

## Riconoscimenti
- 2019 - Premio Oscar[17][18]
  - Miglior attrice non protagonista a Regina King
  - Candidatura per la miglior sceneggiatura non originale a Barry Jenkins
  - Candidatura per la miglior colonna sonora a Nicholas Britell
- 2019 - Golden Globe[19][20]
  - Migliore attrice non protagonista a Regina King
  - Candidatura per il miglior film drammatico
  - Candidatura per la migliore sceneggiatura a Barry Jenkins
- 2018 - American Film Institute[21]
  - Migliori dieci film dell'anno
- 2018 - Chicago Film Critics Association[22]
  - Migliore sceneggiatura non originale a Barry Jenkins
  - Miglior colonna sonora originale a Nicholas Britell
- 2018 - Gotham Independent Film Awards[23]
  - Candidatura per il miglior film a Barry Jenkins
  - Candidatura per il miglior interprete emergente a KiKi Layne
- 2018 - Los Angeles Film Critics Association[22]
  - Miglior attrice non protagonista a Regina King
  - Miglior colonna sonora a Nicholas Britell
  - Candidatura per la miglior fotografia a James Laxton
- 2018 - National Board of Review[24]
  - Migliori dieci film dell'anno
  - Miglior attrice non protagonista a Regina King
  - Miglior sceneggiatura non originale a Barry Jenkins
- 2018 - National Society of Film Critics[25]
  - Miglior attrice non protagonista a Regina King
- 2018 - New York Film Critics Circle Awards[26]
  - Miglior attrice non protagonista a Regina King
- 2018 - Philadelphia Film Critics Circle[22]
  - Miglior regista a Barry Jenkins
  - Miglior attrice non protagonista a Regina King
  - Miglior performance rivelazione a KiKi Layne
- 2018 - Toronto Film Critics Association[22]
  - Miglior attrice non protagonista a Regina King
- 2019 - British Academy Film Awards[27][28]
  - Candidatura per la migliore sceneggiatura non originale a Barry Jenkins
  - Candidatura per la migliore colonna sonora a Nicholas Britell
- 2019 - Critics' Choice Awards[29][30]
  - Miglior attrice non protagonista a Regina King
  - Miglior sceneggiatura non originale a Barry Jenkins
  - Candidatura per il miglior film
  - Candidatura per la miglior fotografia a James Laxton
  - Candidatura per la miglior colonna sonora a Nicholas Britell
- 2019 - Independent Spirit Awards[31][32]
  - Miglior film
  - Miglior regista a Barry Jenkins
  - Miglior attrice non protagonista a Regina King
- 2019 - Satellite Award[33][34]
  - Miglior film drammatico
  - Miglior attrice non protagonista a Regina King
  - Candidatura per il miglior regista a Barry Jenkins
  - Candidatura per la miglior sceneggiatura non originale a Barry Jenkins
  - Candidatura per la miglior fotografia a James Laxton
  - Candidatura per la miglior colonna sonora originale a Nicholas Britell
  - Candidatura per il miglior montaggio a Joi McMillon e Nat Sanders
- 2019 - Writers Guild of America Award[35]
  - Candidatura per la miglior sceneggiatura non originale a Barry Jenkins